# Il commissario Pepe
Il commissario Pepe is een Italiaanse dramafilm uit 1969 onder regie van Ettore Scola.

## Verhaal
Een politiecommissaris ontdekt dat de notabelen in een provinciestadje betrokken zijn bij een prostitutiezaak. Hij twijfelt of hij zwijggeld moet aanvaarden of een schandaal moet veroorzaken door arrestaties te verrichten. Uiteindelijk neemt hij ontslag uit zijn functie.

## Rolverdeling
| Acteur            | Personage                |
| ----------------- | ------------------------ |
| Ugo Tognazzi      | Commissaris Antonio Pepe |
| Silvia Dionisio   | Silvia                   |
| Tano Cimarosa     | Agent Cariddi            |
| Giuseppe Maffioli | Parigi                   |
| Marianne Comtell  | Matilde Carroni          |
| Dana Ghia         | Zuster Clementina        |
| Elsa Vazzoler     | Oude prostituee          |
| Véronique Vendell | Maristella Diotallevi    |
| Rita Calderoni    | Annalisa                 |
| Elena Persiani    | Markiezin Norma Zaccarin |
| Umberto Simonetta |                          |
| Paola Natale      |                          |
| Pippo Starnazza   | Dronkenman               |
| Gino Santercole   | Oreste                   |
| Michele Capnist   | Mario Valenga            |